# Rhabditis fruticicolae
Rhabditis fruticicolae is een rondwormensoort uit de familie van de Rhabditidae. De wetenschappelijke naam betreft een nomen dubium.